# Пресья
Пресья́ (фр. Pressiat) — колишній муніципалітет у Франції, у регіоні Овернь-Рона-Альпи, департамент Ен. Населення — 230 осіб (2011).
Муніципалітет був розташований на відстані близько 370 км на південний схід від Парижа, 80 км на північний схід від Ліона, 18 км на північний схід від Бург-ан-Бресса.

## Історія
До 2015 року муніципалітет перебував у складі регіону Рона-Альпи. Від 1 січня 2016 року належав до нового об'єднаного регіону Овернь-Рона-Альпи.
1 січня 2016 року Пресья і Треффор-Кюїзья було об'єднано в новий муніципалітет Валь-Ревермон.

## Демографія
Динаміка населення (INSEE і Cassini ):
Розподіл населення за віком та статтю (2006):
| Стать | Всього | До 15 років | 15-24 | 25-44 | 45-64 | 65-85 | Понад 85 |
| --- | ------ | ----------- | ----- | ----- | ----- | ----- | -------- |
| Чоловіки | 96     | 24          | 4     | 28    | 28    | 12    | 0        |
| Жінки | 112    | 32          | 4     | 32    | 24    | 20    | 0        |
| \| Статево-вікова піраміда \| Статево-вікова піраміда \| Статево-вікова піраміда \| \| ----------------------- \| ----------------------- \| ----------------------- \| \| Чоловіки \| Вік \| Жінки \| \| 0 \| 85 + \| 0 \| \| 12 \| 80-84 \| 12 \| \| 0 \| 75-79 \| 8 \| \| 0 \| 70-74 \| 0 \| \| 0 \| 65-69 \| 0 \| \| 4 \| 60-64 \| 4 \| \| 12 \| 55-59 \| 4 \| \| 4 \| 50-54 \| 12 \| \| 8 \| 45-49 \| 4 \| \| 0 \| 40-44 \| 8 \| \| 16 \| 35-39 \| 12 \| \| 8 \| 30-34 \| 12 \| \| 4 \| 25-29 \| 0 \| \| 0 \| 20-24 \| 0 \| \| 4 \| 15-20 \| 4 \| \| 4 \| 10-14 \| 32 \| \| 4 \| 5-9 \| 0 \| \| 16 \| 0-4 \| 0 \| |        |             |       |       |       |       |          |
| Статево-вікова піраміда |        |             |       |       |       |       |          |
| Чоловіки | Вік    | Жінки       |       |       |       |       |          |
| 0 | 85 +   | 0           |       |       |       |       |          |
| 12 | 80-84  | 12          |       |       |       |       |          |
| 0 | 75-79  | 8           |       |       |       |       |          |
| 0 | 70-74  | 0           |       |       |       |       |          |
| 0 | 65-69  | 0           |       |       |       |       |          |
| 4 | 60-64  | 4           |       |       |       |       |          |
| 12 | 55-59  | 4           |       |       |       |       |          |
| 4 | 50-54  | 12          |       |       |       |       |          |
| 8 | 45-49  | 4           |       |       |       |       |          |
| 0 | 40-44  | 8           |       |       |       |       |          |
| 16 | 35-39  | 12          |       |       |       |       |          |
| 8 | 30-34  | 12          |       |       |       |       |          |
| 4 | 25-29  | 0           |       |       |       |       |          |
| 0 | 20-24  | 0           |       |       |       |       |          |
| 4 | 15-20  | 4           |       |       |       |       |          |
| 4 | 10-14  | 32          |       |       |       |       |          |
| 4 | 5-9    | 0           |       |       |       |       |          |
| 16 | 0-4    | 0           |       |       |       |       |          |

## Економіка
2010 року серед 150 осіб працездатного віку (15—64 років) 122 були активними, 28 — неактивними (показник активності 81,3%, у 1999 році було 71,7%). З 122 активних мешканців працювало 112 осіб (65 чоловіків та 47 жінок), безробітними було 10 (2 чоловіки та 8 жінок). Серед 28 неактивних 11 осіб було учнями чи студентами, 9 — пенсіонерами, 8 були неактивними з інших причин.

У 2010 році в муніципалітеті числилось 101 оподатковане домогосподарство, у яких проживали 235,5 особи, медіана доходів виносила 17 605 євро на одного особоспоживача